# Grynobius planus
Grynobius planus är en skalbaggsart som först beskrevs av Fabricius 1787.  Grynobius planus ingår i släktet Grynobius, och familjen trägnagare. Enligt den svenska rödlistan är arten nära hotad i Sverige. Arten förekommer i Götaland. Artens livsmiljö är skogslandskap, jordbrukslandskap, stadsmiljö.

## Bildgalleri

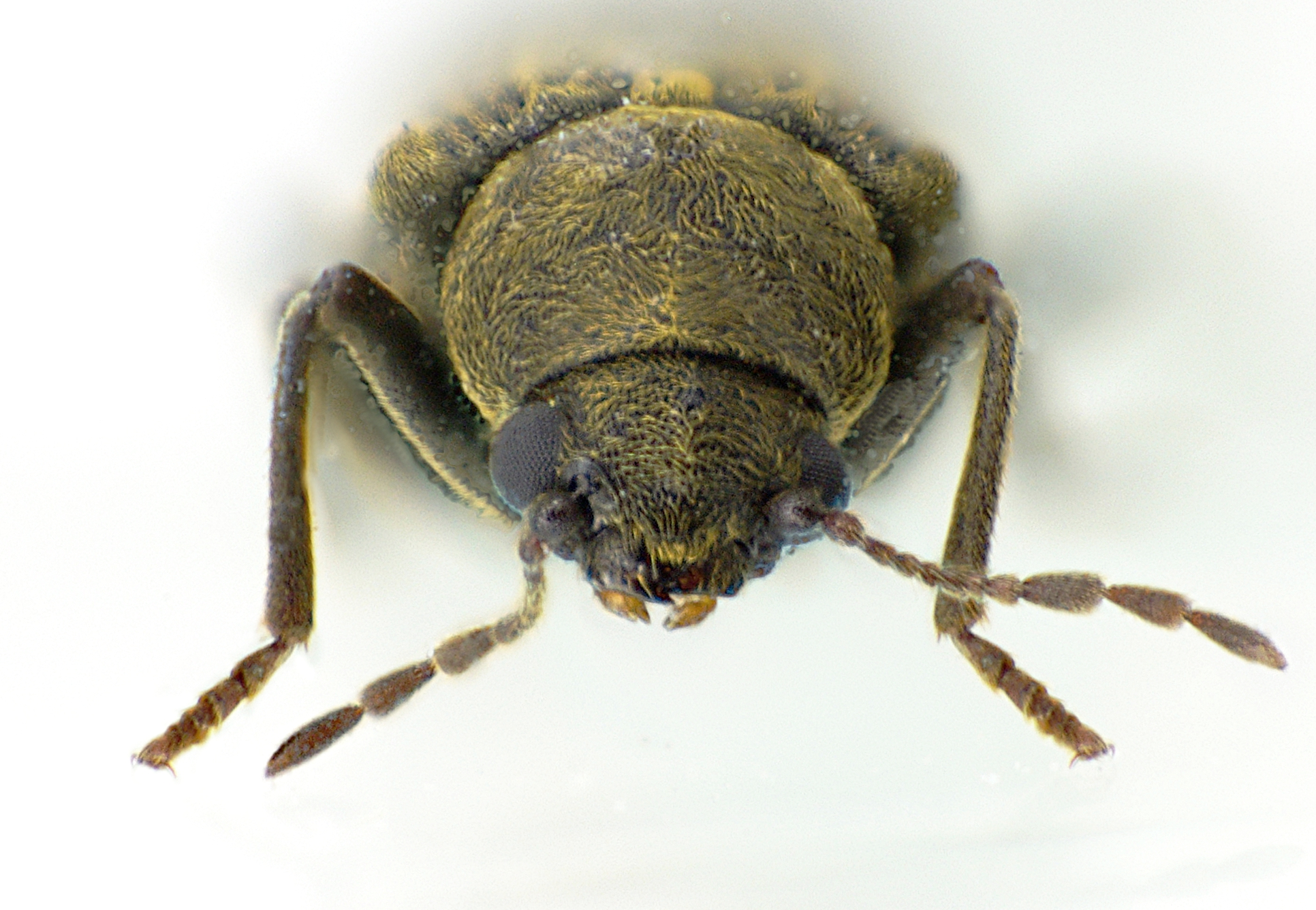
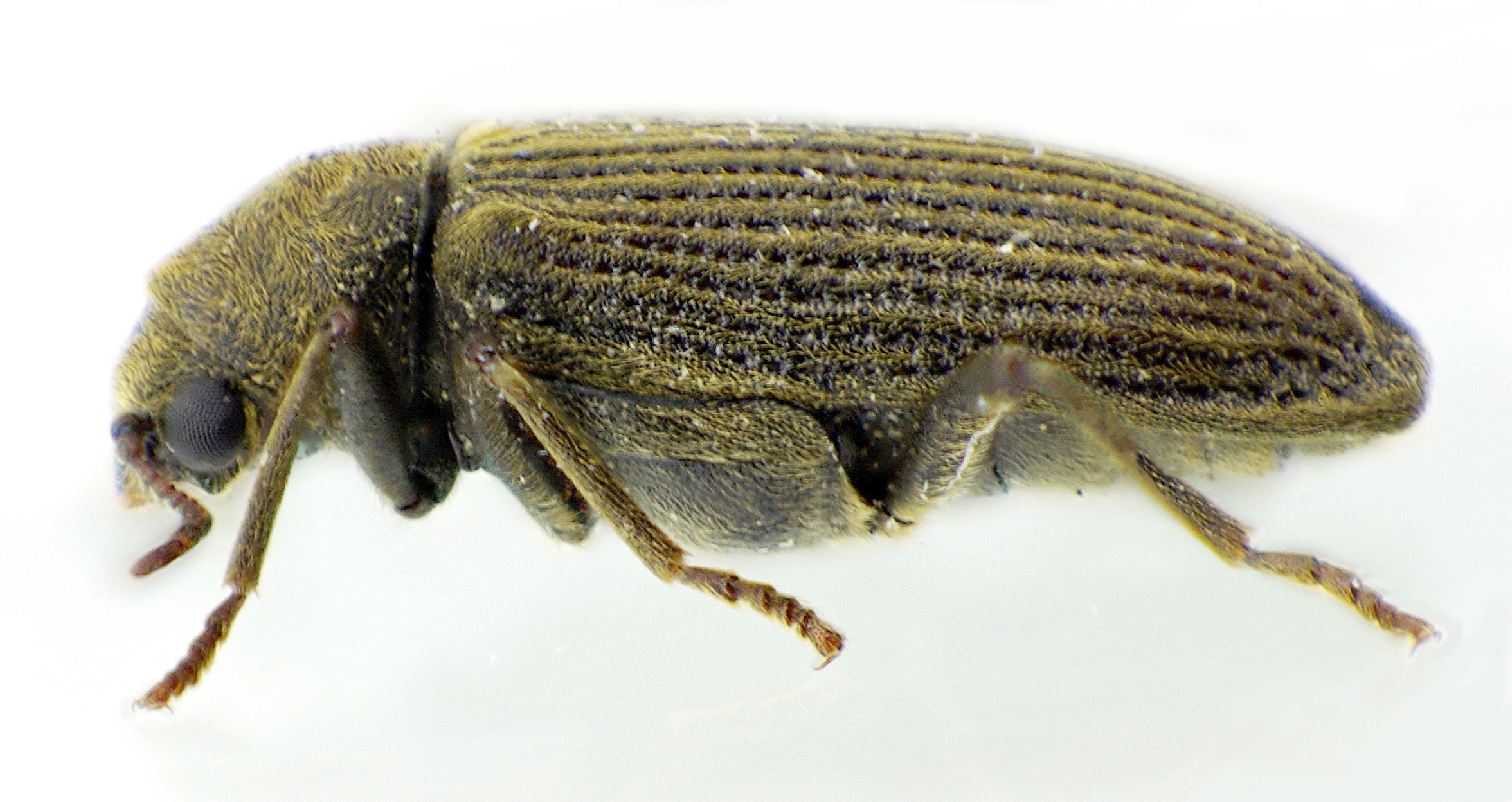
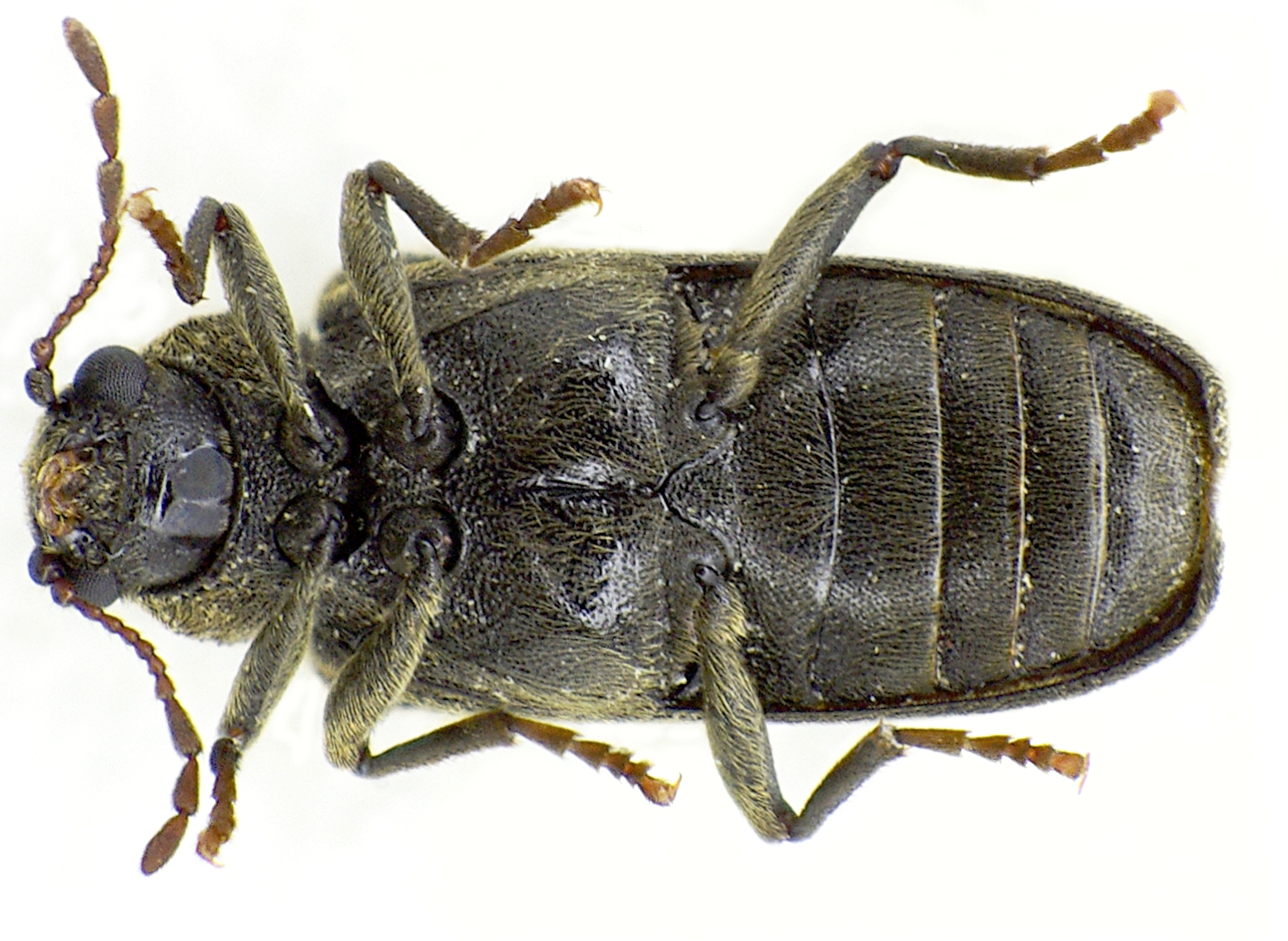